# Schlesingerteich
Der Schlesingerteich ist ein Stausee bei Bärnkopf im Bezirk Zwettl in Niederösterreich.
Er ist vor rund 200 Jahren zum Holzschwemmen errichtet worden. Der Damm wurde 1999 von der Gemeinde saniert. Der 5,56 ha große Teich wird heute zum Fischen (bei Tag) und Schwimmen genutzt.
Im Juli 1997 brach der Damm des Schlesingerteichs.